# Kľak (Malá Fatra)
Kľak je výrazný holně-skalnatý vrchol nacházející se v hlavním hřebeni jižní části Lučanské Malé Fatry na Slovensku, na rozhraní okresů Žilina (obec Fačkov) a Martin (Vrícko). Jeho panorama vyniká ostrou hranou zalomenou v pravém úhlu. Na vrcholu je kruhový rozhled a vztyčený kříž. Kľak se nachází v centru stejnojmenné národní přírodní rezervace v Lučanské Malé Fatře, která zaujímá svahy okolo skalnatého dolomitového vrcholu v nadmořské výšce 1050 – 1352 m.

## Příroda
Na vápencovém nebo dolomitovém podloží je vyvinutá hnědá lesní půda tzv. rendzinová a ojediněle i surová karbonátová půda. V národní přírodní rezervaci Kľak, vyhlášené v roce 1966 na ploše 85,7 ha je chráněna vzácná a zachovalá vápencová vegetace na vrcholu kopce a zachovalá lesní společenstva v blízkosti vrcholu. V smíšených lesích Kľaku dominuje buk, dále jsou zde zastoupeny jedle, smrk, Javor klen a jeřáb. V rezervaci se vyskytuje mnoho chráněných druhů rostlin, jako např. hořec Clusiův, dřípatka karpatská (Soldanella carpatica), kruhatka Matthiolova, lilie zlatohlavá, vemeník dvoulistý, jelení jazyk celolistý aj. V roce 1813 zde sbíral, zkoumal a pozoroval rostliny švédský botanik Göran Wahlenberg. Z dravého ptactva se zde vyskytuje sokol a orel skalní.

## Turistika
Hřebenem Kľaku vede vyhledávaný turistický chodník. Pod vrcholem v nadmořské výšce 990 m se nachází Kľacký vodopád. Nejvyhledávanější výstup na vrchol vede z Fačkovského sedla po červené, z rozcestí u Čičman po zelené, z Fačkova po modré a z Vrícka po zelené turistické značce.